# Manina, la fille sans voiles
Manina, la fille sans voiles (in Nederland uitgebracht als Manina, het meisje zonder sluier) is een film uit 1952 van regisseur Willy Rozier. De 17-jarige Brigitte Bardot speelt hierin de vrouwelijke hoofdrol.

## Verhaal
Een Parijse student (Jean-François Calvé) in de archeologie reist naar Corsica om een gezonken Fenicische schat op te sporen. Hij vraagt een sigarettensmokkelaar om hulp bij het opvissen en verkopen van de schat. Deze bedriegt hem en gaat er uiteindelijk vandoor met de schat. De student vindt troost bij Manina (BB), de dochter van de plaatselijke vuurtorenwachter, die hij nog van vroeger kende als klein meisje.

## Rolverdeling
| Acteur              | Personage                       |
| ------------------- | ------------------------------- |
| Jean-François Calvé | Gérard Morère                   |
| Brigitte Bardot     | Manina                          |
| Howard Vernon       | Éric                            |
| Henry Djanik        | Marcel (als H. Djanik)          |
| Espanita Cortez     | La Franchucha                   |
| Raymond Cordy       | Francis, de barman              |
| Paulette Andrieux   | Paulette Andrieu                |
| Jean Droze          | Kameraad van Gérard (als Droze) |
| Nadine Tallier      | Mathilda (als N. Tallier)       |
| Maurice Bénard      | Professor Berthet (als Bénard)  |
| Robert Arnoux       | M. Moulon / Purzel              |

## Bijzonderheden
- 'Manina, la fille sans voiles' is Bardots tweede film en tevens de eerste waarin zij een hoofdrol speelt.
- 'Manina' introduceert de belangrijke en gelukkige (film)relatie tussen Brigitte en de Middellandse Zee.
- Bardot handhaaft zich door zich veelvuldig in een, volgens de normen van 1952, zeer kleine bikini te vertonen.
- Bardots vader had in het filmcontract van zijn minderjarige dochter laten vastleggen, dat de film geen onzedelijke beelden mocht vertonen. Toen tijdens de opnamen een 'uiterst suggestieve' fotoserie over Brigitte verscheen, vreesde haar vader dat de filmmaatschappij zich niet aan de afspraak hield. Hij dwong af dat de film niet zonder voorafgaande rechterlijke toestemming aan het publiek mocht worden vertoond. Die toestemming werd verleend[1].
- De film werd in 1952-53 ook in Marokko uitgebracht. In Casablanca verschenen hiertoe affiches met een foto van een geheel naakt meisje. Onder deze foto stond in grote letters de naam 'Brigitte Bardot'. Een plaatselijke geestelijke verscheurde zo'n affiche demonstratief in het openbaar[1].
- Zowel Brigitte als haar vader vroegen de rechter om deze affiches in Parijs te verbieden. Een van hun juridische argumenten hiervoor was het voorkomen van bedrog: de affiche beloofde meer dan de film liet zien[1].
- De muziek van 'Manina, la fille sans voiles' is gecomponeerd door Jean Yatove. In 1952 is er een langspeelplaat van verschenen, onder de naam 'The girl in the bikini'. Dit verzamelobject had in 1995 een waarde van meer dan 1.000 Engelse pond[2]. Pas in 2006 is deze muziek onder dezelfde titel op cd uitgebracht.